# Marco Salvucci
Marco Salvucci (Macerata, 25 aprile 1976) è un ex velocista italiano, specializzato nei 400 metri piani.

## Biografia
Ha gareggiato per il C.S. Carabinieri. Conta 12 presenze in Nazionale. Risiede a Macerata dove ha iniziato la sua attività sportiva con l'allenatore Sergio Biagetti. 
Ha partecipato ai Campionati Mondiali di Helsinki 2005 ed ai Campionati Europei di Monaco 2002. Si è ritirato dall'attività agonistica nel 2012. 

## Campionati Nazionali

### Campionati Italiani Assoluti di Atletica Leggera
- 5 titoli Outdoor (4x400 metri)
- 2 secondi posti Outdoor (400 metri)
- 1 terzo posto Outdoor (400 metri)
- 1 secondo posto Indoor (400 metri)

### Campionati Universitari
- 1 titolo Outdoor (400 metri)

## Migliori prestazioni
1. 45"91 Rieti 03
2. 46"22 Pergine 04
3. 46"28 Avellino 04
4. 46"35 Malles 04
5. 46"36 Firenze 04
6. 46"44 Forlì 03
7. 46"44 Torino 00
8. 46"46 Roma 03
9. 46"62 Barletta 03
10. 46"66 Rovereto 03